# Kerti poszáta
A kerti poszáta (Sylvia borin) a madarak osztályának verébalakúak (Passeriformes) rendjébe és az óvilági poszátafélék (Sylviidae) családjába tartozó faj.

## Rendszerezése
A fajt Pieter Boddaert holland ornitológus írta le 1783-ban, a Motacilla nembe Motacilla borin néven.

## Alfajai
- Sylvia borin borin (Boddaert, 1783)
- Sylvia borin woodwardi (Sharpe, 1877)[2]

## Előfordulása
Európában és Ázsia nyugati részén honos. Telelni Afrikába vonul, eljut Dél-Afrikáig. Természetes élőhelyei a folyók árterei, fűz és nyár ligeterdők, valamint elegyes erdők, sűrű aljnövényzete.

### Kárpát-medencei előfordulása
Magyarországon rendszeres fészkelő, gyakori, de csökkenő egyedszámú fajnak számít.

## Megjelenése
Testhossza 14 centiméter, szárnyfesztávolsága 20-25 centiméter, testtömege 16-22 gramm. Tolla felül sötétbarna, alul világosabb, hasa fehér.

## Életmódja
Kora reggel rovarokat, pókokat és csigákat keresgél a felső ágakon és leveleken. Hosszútávú vonuló.

## Szaporodása
Május-júniusban a csalánosba rejti gyökerekből, fűszálakból és tollpihékből készített fészkét. Fészekalja 4-5 tojásból áll, melyen 12-13 napig kotlik.
|  |  |

## Természetvédelmi helyzete
Az elterjedési területe rendkívül nagy, egyedszáma még nagy és ugyan csökken, de még nem éri el a kritikus szintet. A Természetvédelmi Világszövetség Vörös listáján nem fenyegetett fajként szerepel. Magyarországon védett, természetvédelmi értéke 50 000 Ft.